# Einzelkind
Als Einzelkind bezeichnet man ein Kind, das ohne Geschwister aufwächst.
In Deutschland sind (Stand 2015) 26 % der Kinder während ihrer gesamten Kindheit Einzelkinder (Ostdeutschland: 34 %, Westdeutschland 25 %). Großstadtkinder wachsen häufiger als ihre Altersgenossen in kleineren Städten ohne Geschwister auf. Dort fehlen die familiären und sozialen Netze, welche das Aufziehen von mehr als einem Kind erleichtern. Zudem überwiegen dort oft kleine Mietwohnungen mit nur einem Kinderzimmer.

## Gründe
Es kann vielfältige Gründe haben, warum Eltern sich gegen weitere Kinder und für ein Einzelkind entscheiden:
- Gesundheitliche Gründe bei einem Elternteil.
- Die Eltern wollen keine weiteren Kinder mehr.
- Kinder und Familie nehmen eine weniger zentrale Stellung im persönlichen Wertesystem ein.
- Die berufliche Karriere, nicht die Familiengründung oder -erweiterung, steht im Lebensmittelpunkt.
- Aufgrund schlechter Erfahrungen mit eigenen Geschwistern sollen ähnliche Erfahrungen für das eigene Kind vermieden werden.
- Durch ein eingeschränktes soziales Netzwerk ist eine Kinderbetreuung nur schwierig zu organisieren.
- Andere Familienmitglieder oder Bezugspersonen würden eine Entscheidung für weitere Kinder nicht tolerieren.
- Eine ungünstige Wohnsituation verhindert die Umsetzung eines möglichen Wunsches nach mehr Kindern.
- Mehr Kinder führen zu höheren finanziellen Belastungen, die möglicherweise nicht getragen werden können.
- Befürchtung, durch weitere Kinder in eine (erneute/stärkere) Abhängigkeit vom Partner oder von der Partnerin zu geraten.
- Wunsch, nicht weiter zur Überbevölkerung des Planeten beizutragen.
- Gesundheitliche Probleme des Einzelkinds.

Manchmal ist eine Rhesus-Inkompatibilität der Grund, warum sich ein bestehender Wunsch nach einem oder mehreren Geschwistern für das Erstgeborene nicht erfüllt.

## Charakterentwicklung von Einzelkindern: Empirische Studien

### Ernst und Angst 1983: Zusammenfassung wissenschaftlicher Studien
Die Autoren fassten alle bis dahin erschienenen Studien zusammen. Sie kamen zu dem Schluss, dass weder der Geburtenrang noch die Anzahl der Geschwister noch die Tatsache Einzelkind zu sein, einen eigenständigen Einfluss auf die Charakterentwicklung eines Menschen hat, wenn man alle anderen Variablen konstant hält.